# Смертельный захват
«Смертельный захват» (англ. Deadly Outbreak) — американский кинофильм 1996 года.

## Сюжет
Даттон Хатфилд, которого играет Джефф Спикмэн, работает на американское посольство. Он оказывается внутри биохимической оружейной лаборатории, когда террористы во главе с полковником Бароном (Рон Сильвер) захватывают её. Полковник Барон ищет образец смертельного вируса, который разрабатывается в этой лаборатории, чтобы отомстить своему руководству за вынужденную отставку.

## В ролях
- Джефф Спикмэн — сержант Даттон Хетфилд
- Рон Сильвер — полковник Бэрон
- Рошелль Суонсон — доктор Элли Левин
- Джейк Адалист — Рамос
- Джонатан Сегал — Гало
- Йехуда Эфрони — доктор Дэвид Бёрк
- Бриджит Маркс — доктор Елэйн Старков
- Идан Альтерман — Айра